# Æblemost
Æblemost er æblesaft, der ikke er tilsat sukker. Æblemost fremstilles ved presning af æbler, hvorefter saften evt. filtreres og pasteuriseres.
Æblesaft indgår som ingrediens i mange typer blandet saft, da den er forholdsvis billig og har en mild smag.
I Danmark er brugen af betegnelsen æblemost reguleret i Bekendtgørelse om frugtsaft m.v. Æblemost skal være fremstillet af ufortyndet æblesaft uden tilsætning af sukker.
Æbler, der bruges til at lave æblemost, skal være modne, rene og ikke rådne.
Et modent æble, der er optimalt at presse, er kendetegnet ved, at kernerne er sorte og blanke og har et sprødt frugtkød. Del et æble på midten for at se farven på kernerne. Hvis kernerne er lyse eller brune, skal æblet modnes mere. Moden frugt giver både mere smag og mere udbytte. Udbyttet af æblejuice afhænger også af typen af æble, der skal presses, nogle giver mere - andre mindre. Det er ekstra vigtigt, når man laver cider, at æblerne er ordentligt modne til god gæring.